# Puchar Anglii w piłce nożnej (2009/2010)
Puchar Anglii w piłce nożnej (2009/2010) – 129 edycja Pucharu Anglii w piłce nożnej, jednej z najstarszych rozgrywek piłkarskich na całym świecie. W roku 2009 do rozgrywek przystąpiło 762 drużyny z Anglii oraz Walii.
Zawody rozpoczęto 15 sierpnia 2009 od rozegrania rundy przedwstępnej, a zakończono 15 maja 2010 kiedy to na stadionie Wembley odbył się finał rozgrywek w którym uczestniczyli dwaj poprzedni zwycięzcy tych zawodów: Chelsea – zdobywca Pucharu z 2009 roku oraz drużyna Portsmouth (najlepszy zespół w 2008). Tym razem lepsza okazała się drużyna Chelsea po wygranej 1:0. Pierwotnie nagrodą za zwycięstwo w tych rozgrywkach było zagwarantowane miejsce w rundzie play-off Ligi Europy. Ponieważ Chelsea została mistrzem Anglii i tym samym zapewniła sobie start w Lidze Mistrzów, a drużyna Portsmouth nie wystąpiła do UEFA o licencję na rozgrywki międzynarodowe, tym samym, postanowiono, że szósta drużyna w Premier League Aston Villa otrzyma miejsce w rozgrywkach europejskich.

## Drużyny
| Runda                         | Kluby uczestniczące | Kluby występujące w rundzie | Zwycięzcy z poprzedniej rundy | Nowi uczestnicy w tej rundzie | Poziom ligowy rozpoczynający rozgrywki |
| ----------------------------- | ------------------- | --------------------------- | ----------------------------- | ----------------------------- | --- |
| Pierwsza Runda Przedwstępna   | 762                 | 406                         | nikt                          | 406                           | Poziomy IX oraz X w piramidzie rozgrywek ligowych w Anglii |
| Runda Przedwstępna            | 559                 | 334                         | 203                           | 131                           | Northern Premier League Division One North Northern Premier League Division One South Southern Football League Division One Midlands Southern Football League Division One South & West Isthmian League Division One North Isthmian League Division One South |
| Pierwsza Runda Kwalifikacyjna | 392                 | 232                         | 167                           | 65                            | Northern Premier League Premier Division Southern Football League Premier Division Isthmian League Premier Division |
| Druga Runda Kwalifikacyjna    | 276                 | 160                         | 116                           | 44                            | Conference North Conference South |
| Trzecia Runda Kwalifikacyjna  | 196                 | 80                          | 80                            | nikt                          | żaden |
| Czwarta Runda Kwalifikacyjna  | 156                 | 64                          | 40                            | 24                            | Conference National |
| Pierwsza Runda                | 124                 | 80                          | 32                            | 48                            | Football League One Football League Two |
| Druga Runda                   | 84                  | 40                          | 40                            | nikt                          | żaden |
| Trzecia Runda                 | 64                  | 64                          | 20                            | 44                            | Premier League Football League Championship |
| Czwarta Runda                 | 32                  | 32                          | 32                            | nikt                          | żaden |
| Piąta Runda                   | 16                  | 16                          | 16                            | nikt                          | żaden |
| Szósta Runda                  | 8                   | 8                           | 8                             | nikt                          | żaden |
| Półfinały                     | 4                   | 4                           | 4                             | nikt                          | żaden |
| Finał                         | 2                   | 2                           | 2                             | nikt                          | żaden |

## Kalendarz
Kalendarz rozgrywek została ogłoszony przez The Football Association na początku czerwca 2009:.
| Runda                         | Data                 | Ilość spotkań | Kluby     | Nowi uczestnicy w rundzie | Nagroda finansowa                         | Gracz rundy                      |
| ----------------------------- | -------------------- | ------------- | --------- | ------------------------- | ----------------------------------------- | -------------------------------- |
| Pierwsza Runda Przedwstępna   | 15 sierpnia 2009     | 203           | 762 → 559 | 406: 357–762              | £750                                      |                                  |
| Runda Przedwstępna            | 29 sierpnia 2009     | 167           | 559 → 392 | 131: 226–356              | £1,500                                    |                                  |
| Pierwsza Runda Kwalifikacyjna | 12 września 2009     | 116           | 392 → 276 | 65: 161–225               | £3 000                                    | Bobby Traynor (Kingstonian)      |
| Druga Runda Kwalifikacyjna    | 26 września 2009     | 80            | 276 → 196 | 44: 117–160               | £4 500                                    | Mark Danks (Northwich Victoria)  |
| Trzecia Runda Kwalifikacyjna  | 10 października 2009 | 40            | 196 → 156 | nikt                      | £7 500                                    | Adam Webster (Hinckley United)   |
| Czwarta Runda Kwalifikacyjna  | 24 października 2009 | 32            | 156 → 124 | 24: 93–116                | £12,500                                   | Danny Kedwell (Wimbledon F.C.)   |
| Pierwsza Runda                | 7 listopada 2009     | 40            | 124 → 84  | 48: 45-92                 | £18 000                                   | Richard Brodie (York City)       |
| Druga Runda                   | 28 listopada 2009    | 20            | 84 → 64   | nikt                      | £27 000                                   | Leon Legge (Brentford)           |
| Trzecia Runda                 | 2 stycznia 2010      | 32            | 64 → 32   | 44: 1–44                  | £67 500                                   | Jermaine Beckford (Leeds United) |
| Czwarta Runda                 | 23 stycznia 2010     | 16            | 32 → 16   | none                      | £90 000                                   | Jermaine Beckford (Leeds United) |
| Piąta Runda                   | 13 lutego 2010       | 8             | 16 → 8    | none                      | £180 000                                  | Gareth Bale (Tottenham Hotspur)  |
| Szósta Runda                  | 6 marca 2010         | 4             | 8 → 4     | none                      | £360 000                                  | Frédéric Piquionne (Portsmouth)  |
| Półfinały                     | 10–11 kwietnia 2010  | 2             | 4 → 2     | none                      | Zwycięzcy: £900 000 Przegrani:£450 000    |                                  |
| Finał                         | 15 maja 2010         | 1             | 2 → 1     | none                      | Zwycięzca: £1 800 000 Przegrany: £900 000 |                                  |

## Pierwsza Runda
Drużyny z League One oraz League Two rozpoczynają rozgrywki na tym etapie. Oprócz nich w grze uczestniczą zwycięzcy z ostatniej rundy eliminacyjnej. Losowanie odbyło się 25 października 2009, a rozgrywki rozpoczęto 6 listopada 2009.
Drużyna Paulton Rovers grająca na co dzień swoje mecze w Southern League Division One South and West (ósmy poziom ligowy w Anglii) była najniżej notowaną drużyną w tym etapie, jednakże przegrała wysoko z drużyną Norwich City F.C. pochodzącą z Football League One.
| L.p.     | Gospodarze             | wynik | Goście                   | Widzów |
| -------- | ---------------------- | ----- | ------------------------ | ------ |
| 1        | Gillingham             | 3:0   | Southend United          | 4,605  |
| 2        | Grimsby Town           | 0:2   | Bath City                | 2,103  |
| 3        | Gateshead              | 2:2   | Brentford                | 1,150  |
| powtórka | Brentford              | 5:2   | Gateshead                | 1,960  |
| 4        | Chesterfield           | 1:3   | AFC Bournemouth          | 3,277  |
| 5        | AFC Telford United     | 1:3   | Lincoln City             | 2,809  |
| 6        | Stockport County       | 5:0   | Tooting & Mitcham United | 3,076  |
| 7        | Burton Albion          | 3:2   | Oxford City              | 2,207  |
| 8        | Barrow                 | 2:1   | Eastleigh                | 1,655  |
| 9        | Oldham Athletic        | 0:2   | Leeds United             | 5,552  |
| 10       | Cambridge United       | 4:0   | Ilkeston Town            | 2,395  |
| 11       | York City              | 3:2   | Crewe Alexandra          | 3,070  |
| 12       | Wycombe Wanderers      | 4:4   | Brighton & Hove Albion   | 2,749  |
| powtórka | Brighton & Hove Albion | 2:0   | Wycombe Wanderers        | 3,383  |
| 13       | Hereford United        | 2:0   | Sutton United            | 1,713  |
| 14       | Nuneaton Town          | 0:4   | Exeter City              | 2,452  |
| 15       | Bristol Rovers         | 2:3   | Southampton              | 6,646  |
| 16       | Carlisle United        | 2:2   | Morecambe                | 4,181  |
| powtórka | Morecambe              | 0:1   | Carlisle United          | 3,307  |
| 17       | Forest Green Rovers    | 1:1   | Mansfield Town           | 1,149  |
| powtórka | Mansfield Town         | 1:2   | Forest Green Rovers      | 2,496  |
| 18       | Oxford United          | 1:0   | Yeovil Town              | 6,144  |
| 19       | Paulton Rovers         | 0:7   | Norwich City             | 2,070  |
| 20       | Swindon Town           | 1:0   | Woking                   | 4,805  |

| L.p.     | Gospodarze         | wynik | Goście               | Widzów |
| -------- | ------------------ | ----- | -------------------- | ------ |
| 21       | Port Vale          | 1:1   | Stevenage Borough    | 3,999  |
| powtórka | Stevenage Borough  | 0:1   | Port Vale            | 2,894  |
| 22       | Luton Town         | 3:3   | Rochdale             | 3,167  |
| powtórka | Rochdale           | 0:2   | Luton Town           | 1,982  |
| 23       | Bromley            | 0:4   | Colchester United    | 4,242  |
| 24       | Accrington Stanley | 2:1   | Salisbury City       | 1,379  |
| 25       | Millwall           | 4:1   | AFC Wimbledon        | 9,453  |
| 26       | Stourbridge        | 0:1   | Walsall              | 2,014  |
| 27       | Shrewsbury Town    | 0:1   | Staines Town         | 3,359  |
| 28       | Wealdstone         | 2:3   | Rotherham United     | 1,638  |
| 29       | Torquay United     | 3:1   | Cheltenham Town      | 2,370  |
| 30       | Barnet             | 3:1   | Darlington           | 1,654  |
| 31       | Notts County       | 2:1   | Bradford City        | 4,213  |
| 32       | Huddersfield Town  | 6:1   | Dagenham & Redbridge | 5,858  |
| 33       | Milton Keynes Dons | 1:0   | Macclesfield Town    | 4,868  |
| 34       | Rushden & Diamonds | 3:1   | Hinckley United      | 1,540  |
| 35       | Northwich Victoria | 1:0   | Charlton Athletic    | 2,153  |
| 36       | Aldershot Town     | 2:0   | Bury                 | 2,519  |
| 37       | Wrexham            | 1:0   | Lowestoft Town       | 2,402  |
| 38       | Hartlepool United  | 0:1   | Kettering Town       | 2,645  |
| 39       | Tranmere Rovers    | 1:1   | Leyton Orient        | 3,180  |
| powtórka | Leyton Orient      | 0:1   | Tranmere Rovers      | 1,518  |
| 40       | Northampton Town   | 2:1   | Fleetwood Town       | 3,077  |

## Druga Runda
Losowanie par Drugiej Rundy odbyło się 28 i 29 listopada 2009 i obejmowało 40 zwycięskich zespołów z Pierwszej Rundy. Bath City oraz Staines Town F.C. reprezentujące Conference South a także Northwich Victoria grająca na co dzień w Conference North (6 poziom ligowy) były najniżej notowanymi drużynami na tym etapie rozgrywek, jednakże żadna z nich nie awansowała do kolejnej rundy.
| L.p.     | Gospodarze             | wynik | Goście             | Widzów |
| -------- | ---------------------- | ----- | ------------------ | ------ |
| 1        | Northwich Victoria     | 1:3   | Lincoln City       | 3,544  |
| 2        | Northampton Town       | 2:3   | Southampton        | 4,858  |
| 3        | Hereford United        | 0:1   | Colchester United  | 2,225  |
| 4        | Tranmere Rovers        | 0:0   | Aldershot Town     | 3,742  |
| powtórka | Aldershot Town         | 1:2   | Tranmere Rovers    | 4,060  |
| 5        | Kettering Town         | 1:1   | Leeds United       | 4,837  |
| powtórka | Leeds United           | 5:1†  | Kettering Town     | 10,670 |
| 6        | Gillingham             | 1:0   | Burton Albion      | 4,996  |
| 7        | Wrexham                | 0:1   | Swindon Town       | 3,011  |
| 8        | Brighton & Hove Albion | 3:2   | Rushden & Diamonds | 3,638  |
| 9        | Rotherham United       | 2:2   | Luton Town         | 3,210  |
| powtórka | Luton Town             | 3:0   | Rotherham United   | 2,518  |
| 10       | Milton Keynes Dons     | 4:3   | Exeter City        | 4,867  |

| L.p.     | Gospodarze         | wynik | Goście              | Widzów |
| -------- | ------------------ | ----- | ------------------- | ------ |
| 11       | Brentford          | 1:0   | Walsall             | 2,611  |
| 12       | Carlisle United    | 3:1   | Norwich City        | 3,946  |
| 13       | Accrington Stanley | 2:2   | Barnet              | 1,501  |
| powtórka | Barnet             | 0:1   | Accrington Stanley  | 1,288  |
| 14       | Oxford United      | 1:1   | Barrow              | 6,082  |
| powtórka | Barrow             | 3:1   | Oxford United       | 2,754  |
| 15       | AFC Bournemouth    | 1:2   | Notts County        | 6,082  |
| 16       | Stockport County   | 0:4   | Torquay United      | 1,690  |
| 17       | Cambridge United   | 1:2   | York City           | 3,505  |
| 18       | Bath City          | 1:2   | Forest Green Rovers | 3,325  |
| 19       | Port Vale          | 0:1   | Huddersfield Town   | 5,311  |
| 20       | Staines Town       | 1:1   | Millwall            | 2,753  |
| powtórka | Millwall           | 4:0   | Staines Town        | 3,452  |

† – po dogrywce

## Trzecia Runda
Losowanie odbyło się 29 listopada 2009 na stadionie Wembley. W tej rundzie do rozgrywek dołączyły drużyny z najwyższych szczebli rozgrywek w Anglii czyli z Premier League oraz Football League Championship. Oprócz nich w losowaniu uczestniczyli zwycięzcy z poprzedniej rundy. Większość meczów odbyła się 2 i 3 stycznia 2010, aczkolwiek niektóre z nich musiały zostać przełożone ze względu na opady śniegu. Barrow, Forest Green Rovers, Luton Town oraz York City z Conference National (5 poziom ligowy) były jedynymi drużynami spoza oficjalnych lig zawodowych, pozostałymi na tym poziomie rozgrywek, jednakże żadnej z nich nie udało się awansować do następnej fazy rozgrywek. Manchester United został wyeliminowany w trzeciej rundzie po raz pierwszy od czasów porażki z zespołem Bournemouth w roku 1984.
| L.p.     | Gospodarze          | wynik | Goście               | Widzów |
| -------- | ------------------- | ----- | -------------------- | ------ |
| 1        | Tottenham Hotspur   | 4:0   | Peterborough United  | 35,862 |
| 2        | Brentford           | 0:1   | Doncaster Rovers     | 2,883  |
| 3        | Middlesbrough       | 0:1   | Manchester City      | 12,474 |
| 4        | Stoke City          | 3:1   | York City            | 15,586 |
| 5        | Notts County        | 2:1   | Forest Green Rovers  | 4,389  |
| 6        | Huddersfield Town   | 0:2   | West Bromwich Albion | 13,472 |
| 7        | Sheffield United    | 1:1   | Queens Park Rangers  | 11,461 |
| powtórka | Queens Park Rangers | 2:3   | Sheffield United     | 5,780  |
| 8        | Milton Keynes Dons  | 1:2   | Burnley              | 11,816 |
| 9        | Chelsea             | 5:0   | Watford              | 40,912 |
| 10       | Nottingham Forest   | 0:0   | Birmingham City      | 20,975 |
| powtórka | Birmingham City     | 1:0   | Nottingham Forest    | 9,399  |
| 11       | Preston North End   | 7:0   | Colchester United    | 7,621  |
| 12       | West Ham United     | 1:2   | Arsenal              | 25,549 |
| 13       | Aston Villa         | 3:1   | Blackburn Rovers     | 25,453 |
| 14       | Portsmouth          | 1:1   | Coventry City        | 11,214 |
| powtórka | Coventry City       | 1:2†  | Portsmouth           | 7,097  |
| 15       | Sunderland          | 3:0   | Barrow               | 25,190 |
| 16       | Wigan Athletic      | 4:1   | Hull City            | 5,335  |
| 17       | Everton             | 3:1   | Carlisle United      | 31,196 |

| L.p.                                       | Gospodarze          | wynik | Goście                  | Widzów |
| ------------------------------------------ | ------------------- | ----- | ----------------------- | ------ |
| 18                                         | Sheffield Wednesday | 1:2   | Crystal Palace          | 8,690  |
| 19                                         | Tranmere Rovers     | 0:1   | Wolverhampton Wanderers | 7,476  |
| 20                                         | Blackpool           | 1:2   | Ipswich Town            | 7,332  |
| 21                                         | Fulham              | 1:0   | Swindon Town            | 19,623 |
| 22                                         | Torquay United      | 0:1   | Brighton & Hove Albion  | 4,028  |
| 23                                         | Scunthorpe United   | 1:0   | Barnsley                | 5,457  |
| 24                                         | Southampton         | 1:0   | Luton Town              | 18,786 |
| 25                                         | Bristol City        | 1:1   | Cardiff City            | 7,289  |
| powtórka                                   | Cardiff City        | 1:0   | Bristol City            | 6,731  |
| 26                                         | Reading             | 1:1   | Liverpool               | 23,656 |
| powtórka                                   | Liverpool           | 1:2†  | Reading                 | 31,063 |
| 27                                         | Millwall            | 1:1   | Derby County            | 10,531 |
| powtórka                                   | Derby County        | 1:1   | Millwall                | 7,183  |
| Derby County wygrało 5:3 w rzutach karnych |                     |       |                         |        |
| 28                                         | Plymouth Argyle     | 0:0   | Newcastle United        | 16,451 |
| powtórka                                   | Newcastle United    | 3:0   | Plymouth Argyle         | 15,805 |
| 29                                         | Leicester City      | 2:1   | Swansea City            | 12,307 |
| 30                                         | Bolton Wanderers    | 4:0   | Lincoln City            | 11,193 |
| 31                                         | Accrington Stanley  | 1:0   | Gillingham              | 1,322  |
| 32                                         | Manchester United   | 0:1   | Leeds United            | 74,526 |

† – po dogrywce

## Czwarta Runda
Losowanie Czwartej Rundy odbyło się 3 stycznia 2010 na Stadionie Wembley Stadium. Mecze rozegrano podczas weekendu 23 i 24 stycznia 2010. Accrington Stanley oraz Notts County grające na co dzień w Football League Two (4 poziom ligowy) były najniżej notowanymi drużynami na tym poziomie rozgrywek. Drużyna Accrington Stanley nie awansowała dalej, ale sztuka ta udała się drużynie Notts, która po remisie z Wigan, w powtórnym meczu uzyskała awans.
| L.p.     | Gospodarze              | wynik | Goście                  | Widzów |
| -------- | ----------------------- | ----- | ----------------------- | ------ |
| 1        | Southampton             | 2:1   | Ipswich Town            | 20,446 |
| 2        | Reading                 | 1:0   | Burnley                 | 12,910 |
| 3        | Derby County            | 1:0   | Doncaster Rovers        | 11,316 |
| 4        | Cardiff City            | 4:2   | Leicester City          | 10,961 |
| 5        | Stoke City              | 3:1   | Arsenal                 | 19,735 |
| 6        | Notts County            | 2:2   | Wigan Athletic          | 9,073  |
| powtórka | Wigan Athletic          | 0:2   | Notts County            | 5,519  |
| 7        | Scunthorpe United       | 2:4   | Manchester City         | 8,861  |
| 8        | West Bromwich Albion    | 4:2   | Newcastle United        | 16,102 |
| 9        | Everton                 | 1:2   | Birmingham City         | 30,875 |
| 10       | Accrington Stanley      | 1:3   | Fulham                  | 3,712  |
| 11       | Bolton Wanderers        | 2:0   | Sheffield United        | 14,572 |
| 12       | Portsmouth              | 2:1   | Sunderland              | 10,315 |
| 13       | Preston North End       | 0:2   | Chelsea                 | 23,119 |
| 14       | Aston Villa             | 3:2   | Brighton & Hove Albion  | 39,725 |
| 15       | Wolverhampton Wanderers | 2:2   | Crystal Palace          | 14,449 |
| powtórka | Crystal Palace          | 3:1   | Wolverhampton Wanderers | 10,282 |
| 16       | Tottenham Hotspur       | 2:2   | Leeds United            | 35,750 |
| powtórka | Leeds United            | 1:3   | Tottenham Hotspur       | 37,704 |

## Piąta Runda
Losowanie Piątej Rundy odbyło się 24 stycznia 2010 na Stadionie Wembley i poprowadzili je Geoff Thomas oraz Stephanie Moore. Mecze zaplanowano na 13 i 14 lutego 2010. Drużyna Notts County z Football League Two (4 poziom ligowy) została wyeliminowana przez Fulham, grające na co dzień w Premier League.
| L.p.     | Gospodarze           | wynik | Goście               | Widzów |
| -------- | -------------------- | ----- | -------------------- | ------ |
| 1        | Crystal Palace       | 2:2   | Aston Villa          | 20,486 |
| powtórka | Aston Villa          | 3:1   | Crystal Palace       | 31,874 |
| 2        | Manchester City      | 1:1   | Stoke City           | 28,019 |
| powtórka | Stoke City           | 3:1†  | Manchester City      | 21,813 |
| 3        | Derby County         | 1:2   | Birmingham City      | 21,043 |
| 4        | Bolton Wanderers     | 1:1   | Tottenham Hotspur    | 13,596 |
| powtórka | Tottenham Hotspur    | 4:0   | Bolton Wanderers     | 31,436 |
| 5        | Chelsea              | 4:1   | Cardiff City         | 40,827 |
| 6        | Fulham               | 4:0   | Notts County         | 16,132 |
| 7        | Reading              | 2:2   | West Bromwich Albion | 18,008 |
| powtórka | West Bromwich Albion | 2:3†  | Reading              | 13,985 |
| 8        | Southampton          | 1:4   | Portsmouth           | 31,385 |

† – po dogrywce

## Szósta Runda
Losowanie odbyło się tradycyjnie na Stadionie Wembley, 14 lutego 2010. Tym razem poprowadził je były napastnik reprezentacji Anglii Luther Blissett oraz prezenter telewizyjny Tim Lovejoy. Mecze odbyły się 6 oraz 7 marca 2010 Reading grające w Championship (2 poziom ligowy) było najniżej notowanym zespołem w tej fazie rozgrywek.
| 7 marca 2010 16:00 | Chelsea · Lampard 35' · Terry 67' | 2:0raport | Stoke City | Stamford Bridge, Londyn Widzów: 41,322 Sędzia: Martin Atkinson |
|                    |                                   |           |            |                                                                |

| 6 marca 2010 17:20 | Fulham | 0:0raport | Tottenham Hotspur | Craven Cottage, Londyn Widzów: 24,533 Sędzia: Mark Clattenburg |
|                    |        |           |                   |                                                                |

| 7 marca 2010 13:45 | Reading · Long 27', 42' | 2:4raport | Aston Villa · A. Young 47' · Carew 51', 57', 90+3' (k) | Madejski Stadium, Reading Widzów: 23,175 Sędzia: Mike Dean |
|                    |                         |           |                                                        |                                                            |

| 6 marca 2010 12:30 | Portsmouth · Piquionne 67', 70' | 2:0raport | Birmingham City | Fratton Park, Portsmouth Widzów: 20,456 Sędzia: Steve Bennett |
|                    |                                 |           |                 |                                                               |

### Powtórka
| 24 marca 2010 19:45 | Tottenham Hotspur · Bentley 47' · Pawluczenko 60' · Guðjohnsen 66' | 3:1raport | Fulham · Zamora 17' | White Hart Lane, Londyn Widzów: 35,432 Sędzia: Martin Atkinson |
|                     |                                                                    |           |                     |                                                                |

## Półfinały
Losowanie poprowadzili David Ginola oraz Jason Cundy na Stadionie Wembley w niedzielę, 7 marca 2010. Obydwa półfinały odbyły się także na tym samym stadionie odpowiednio 10 oraz 11 kwietnia.
| 10 kwietnia 2010 17:00 | Aston Villa | 0:3raport | Chelsea · Drogba 68' · Malouda 89' · Lampard 90+5' | Wembley, Londyn Widzów: 81,869 Sędzia: Howard Webb |
|                        |             |           |                                                    |                                                    |

| 11 kwietnia 2010 16:00 | Tottenham Hotspur | 0:2 (dog.)raport | Portsmouth · Piquionne 99' · Boateng 117' (k) | Wembley, Londyn Widzów: 84,602 Sędzia: Alan Wiley |
|                        |                   |                  |                                               |                                                   |

## Finał
Finał został rozegrany na stadionie Wembley w Londynie, 15 maja 2010.
| 15 maja 2010 15:00 | Chelsea · Drogba 59' | 1:0 | Portsmouth | Wembley, Londyn Sędzia: Chris Foy |
|                    |                      |     |            |                                   |